# Alessandro Rossi (regista)
Alessandro Rossi (Bologna, 10 agosto 1970) è un regista italiano.

## Biografia
Laureato al DAMS di Bologna con una tesi sull'attore Claudio Morganti, ha condotto trasmissioni radiofoniche, gestito spazi e laboratori teatrali. Ha cofondato e condiretto il teatro della Polvere. Ha scritto, diretto e interpretato diversi spettacoli e film. Lavora con Michele Mellara da circa 20 anni in uno stretto sodalizio artistico che li porta a scrivere e a dirigere insieme. Ha scritto e diretto Fortezza Bastiani che esce al cinema nel 2002. Fortezza Bastiani ottiene il premio Solinas come migliore sceneggiatura e la nomination al David di Donatello come miglior regista esordiente. Dal 2003 si concentra principalmente sulla regia di film documentari.  Nel 2005 fonda con Michele Mellara, Ilaria Malagutti e Francesco Merini la Mammut Film, società di produzione di documentari. Insegna teoria e tecnica del montaggio cinematografico al DAMS di Bologna.  Tra i suoi film più noti si segnalano:  Domà - Case a San Pietroburgo (2003) scritto con Paolo Nori, Un metro sotto i pesci (2006); Le vie dei farmaci (2007) che vince il premio come miglior documentario italiano al Festival CinemAmbiente; La febbre del fare. Bologna 1945-1980 (2010); Morris' Bag (2012) ; God Save the Green (2013): I'm in love with my car (2017); Vivere che rischio (2019); 50 Santarcangelo Festival (2020) col quale debutta alle Giornate degli Autori di Venezia Archiviato il 12 luglio 2021 in Internet Archive.. Dall'incontro con Paolo Fresu nasce il progetto "Paolo Fresu -Musica da lettura" che debutta su YouTube e su RaiPlay nel 2021. Nel 2024 è tra i sceneggiatori di Zamora, film diretto da Neri Marcorè.

## Cinema

### Lungometraggi
- Fortezza Bastiani (2002)[3]

### Documentari
- ProgettArci (2002)
- Domà - Case a San Pietroburgo (2003)[4]
- Paradiso terrestro - Gente del Cilento 2005
- Un metro sotto i pesci 2006
- I pescatori del Delta 2007
- Le vie dei farmaci 2007
- La febbre del fare, (Bologna 1945-1980) 2010
- Morris bag (2012)[5]
- God save the green 2013[6]
- Pascoliana 2013
- Terra persa - Storie di land grabbing in Sardegna (2015)
- I'm in love with my car 2017
- Vivere che rischio 2019
- 50 Santarcangelo Festival 2020
- Musica da lettura 2021

## Teatro
- Stanze Concrete-Upsidedowncircus 1997
- 1929 2000
- Mosca-Petuski 125 km 2006

## Riconoscimenti
- Premio Solinas miglior sceneggiatura 1999
- Finalista al David di Donatello come miglior esordio 2002
- Premio Officinema miglior esordio alla regia 2002
- Menzione speciale al Festival CinemAmbiente 2006
- Premio Avanti e Premio VelAmbiente al XXIV Bellaria Film Festival 2006
- Miglior Documentario Italiano al Festival CinemAmbiente 2007